# Slash’s Snakepit
Slash’s Snakepit — американская рок-группа, сформированная Слэшем, бывшим гитаристом Guns N' Roses, в 1993 году. Первый состав группы включал бывших членов Guns N' Roses Мэтта Сорума (барабаны) и Гилби Кларка (гитара), наряду с басистом Alice In Chains Майком Айнезом и бывшим гитаристом группы Jellyfish Эриком Довером, в роли вокалиста. Группа выпустила свой дебютный альбом «It’s Five O’Clock Somewhere», в 1995 году. Во время первого турне, Джеймс Ломензo и Брайан Тичи, члены сольной группы Закка Уайлда, заменили Айнеза и Сорума, у которых были другие обязательства. После нескольких месяцев гастролей, группа распалась и Слэш вернулся в Guns N' Roses.
В 1998 году, Слэш предложил басисту Джонни Грипарику сформировать новый состав группы, в конечном итоге они привлекли вокалиста Рода Джексона и бывших музыкантов группы Элиса Купера Райана Рокси (гитара) и Мэтта Лога (ударные). Они выпустили альбом «Ain't Life Grand» в 2000 году и провели широкомасштабной мировой тур с AC/DC. Гитарист Кери Келли, бывший участник Big Bang Babies, присоединился к группе, чтобы заменить Рокси. Группа распалась вскоре после тура.
Хотя группа часто описывается как сольный проект, сам Слэш заявил, что: «Snakepit была группой; все участники писали тексты и музыку, каждый имел равный доступ, хотя в заглавие и было моё имя».

## Формирование, первый альбом: 1993—1995
После окончания тура Use Your Illusion в 1993 году, Слэш приступил к записи демо материала, который он написал во время тура, в своей домашней студии с коллегой Мэттом Сорумом. Гитарист Гилби Кларк, также член Guns N' Roses и басист Alice In Chains Майк Айнез вскоре стали приходить в студию, чтобы поджэмовать с ними. В конечном счёте вместе они записали двенадцать демо-песен. Слэш продемонстрировал эти песни Экслу Роузу, но тот не проявил к ним интереса. В 1999 году в интервью Курту Лодеру для MTV, Роуз заявил, что «люди не знают, что альбом Snakepit, это альбом Guns N Roses. Я просто не захотел записывать его» (англ. what people don't know is, the Snakepit album, that is the Guns N' Roses album. I just wouldn't do it). В течение этого периода Слэш, Кларк, и Сорум также участвовали в записи кавер-альбома Guns N' Roses, «The Spaghetti Incident?».
Слэш решил записать материал с продюсером Майком Клинком, который уже работал с Guns N' Roses. Сорум, Кларк и Айнез играли на записи под прозвищем «Snakepit», которое был в конечном итоге изменено на «Slash’s Snakepit». Эрик Довер, концертный гитарист группы Jellyfish, успешно прошёл прослушивание на место вокалиста группы. Слэш и Довер написали тексты для всех песен группы, кроме «Monkey Chow», которую сочинил Кларк и «Jizz da Pit», инструментальной композиции написанной Слэшем и Айнезом. Басист Guns N' Roses Дафф МакКаган был соавтором песни «Beggars & Hangers-On», а Диззи Рид (также член Guns N' Roses) внёс свой вклад, записав партии клавишных, а Тедди Андреадис играл на губной гармонике. Альбом был выпущен на лейбле Geffen Records, с иллюстрациями сделанными братом Слэша, Эшем Хадсоном (англ. Ash Hudson), в феврале 1995 года. Альбом достиг 70 строчки в хит-параде Billboard 200, а песня «Beggars & Hangers-On» была выпущена в качестве сингла. Для тура в поддержку альбома, к группе присоединились Джеймс Ломенцо и Брайан Тичи, члены соло-группы Закка Уайлда, чтобы заменить Айнеза и Сорума, которые не могли отправиться в турне, из-за других обязательств. Согласно автобиографии Слэша, когда группа бронировала даты концертов для второй части тура, лейбл отказал им в финансовой поддержке, после того как продажи альбома перевалили за миллион копий:
Мы занимались бронирование дат для концертов второй части тура, когда я был проинформирован Geffen, что они продали миллион копий «It's Five O'Clock Somewhere», альбом стал приносить прибыль, таким образом, они не видели для меня мотивации продолжать тур группы. Я должен был вернуться в Лос-Анджелес, потому что Эксл был готов приступить к работе на следующим альбомом Guns N' Roses. Они продумали это: в случае, если я не соглашусь, они дали понять, что финансовая поддержка тура Snakepit будет закончена.Оригинальный текст (англ.)'We were in the midst of booking another leg when I was informed by Geffen that they'd sold a million copies of It's Five O'Clock Somewhere and had turned a profit so they saw no reason for me to continue our tour. I was to return to L.A. because Axl was ready to begin working on the next Guns N' Roses record. They'd thought it through: in case I objected, they made it clear that the financial tour support for Snakepit was over.'
Когда Guns N' Roses начали запись нового альбома, Snakepit была расформирована. Слэш официально покинул Guns N' Roses в 1996 году.

## Новый состав, второй альбом: 1998—2001
Спустя три года после ухода из Guns N' Roses, Слэш предложил басисту Джонни Грипарику сформировать новый состав Snakepit. Слэш и Грипарик уже гастролировали как кавер-группа «Slash’s Blues Ball», наряду с Элвино Беннеттом (англ. Alvino Bennett) и Бобби Шнеком (англ. Bobby Schneck). Они пригласили вокалиста Рода Джексона, после того как Грипарик и Слэш поиграли под демо с записью его вокала, с остальными участниками группы — Райаном Рокси на гитаре и Мэтт Логом на барабанах, которые уже играли вместе в составе группы Элиса Купера. Они записали новый материал с продюсером Джеком Дугласом, чей послужной список включал работу с Aerosmith. В это время Snakepit ещё имели контракт с Geffen, которая объединилась с Interscope Records. Однако, вскоре группа покинула старый лейбл и подписала контракт с Koch Records, который выпустил альбом «Ain't Life Grand» в октябре 2000 года. Группа гастролировала как на разогреве у AC/DC (которые проводили тур в поддержку их альбом «Stiff Upper Lip»), вскоре после нескольких выступлений в клубах. Райан Рокси покинул группу, в связи с обязательствами перед Элисом Купером, и был заменён гитаристом Кери Келли, бывшим участником Big Bang Babies. Через два месяца после окончания тура, группа была уволена с Koch Records.
Группа продолжала выступать в клубах, в том числе отыграла три концерта, хедлайнером на которых был Билли Айдол. Перед шоу в Питтсбурге, Слэш потерял сознание, он очнулся через две недели в больнице. Он страдал сердечной миопатией вызванной многолетним злоупотребление алкоголем и наркотиками, его сердце имело крайне тяжёлую опухоль. Будучи оснащённым дефибриллятором и пройдя курсы физиотерапии, Слэш вернулся в группу, чтобы закончить клубный тур. Он распустил группу вскоре после окончания этого тура.

## Дискография
| Год  | Альбом                      | US | UK | Сертификация RIAA |
| ---- | --------------------------- | -- | -- | ----------------- |
| 1995 | It’s Five O’Clock Somewhere | 70 | 15 | Платиновый        |
| 2000 | Ain't Life Grand            | -  | -  | -                 |

## Участники группы

### Последний состав
- Род Джексон[англ.] — вокал (1998—2001)
- Слэш — соло-гитара (1993—1995,1998-2001)
- Кери Келли — ритм-гитара (2000—2001)
- Джонни Грипарик[англ.] — бас (1998—2001)
- Мэтт Лог — ударные, перкуссия (1998—2001)

### Бывшие участники
- Эрик Довер[англ.] — вокал (1993—1995)
- Гилби Кларк — ритм-гитара (1993—1995)
- Майк Айнез — бас (1993—1994)
- Мэтт Сорум — ударные, перкуссия (1993—1994)
- Джеймс Ломенцо — бас (1994—1995)
- Брайан Тичи — ударные, перкуссия (1994—1995)
- Райан Рокси — ритм-гитара (1998—2000)